# Lillelången
Lillelången är en sjö i Alingsås kommun och Lerums kommun i Västergötland och ingår i Göta älvs huvudavrinningsområde. Sjön är 15,6 meter djup, har en yta på 0,12 kvadratkilometer och är belägen 57,1 meter över havet. Sjön avvattnas av vattendraget Säveån.
Från början utgjorde sjön en vik på den större Sävelången men utfyllnadsarbeten vid byggandet av Västra stambanan vid Norsesund 1855-1857 separerade sjöarna.[källa behövs] Sjön är en del av Säveåns lopp, direkt nedanför Mjörn.

## Delavrinningsområde
Lillelången ingår i det delavrinningsområde (642115-130129) som SMHI kallar för Inloppet i Sävelången. Medelhöjden är 91 meter över havet och ytan är 3,07 kvadratkilometer. Räknas de 47 avrinningsområdena uppströms in blir den ackumulerade arean 1 118,4 kvadratkilometer. Säveån som avvattnar avrinningsområdet har biflödesordning 2, vilket innebär att vattnet flödar genom totalt 2 vattendrag innan det når havet efter 45 kilometer. Avrinningsområdet består mestadels av skog (68 procent) och öppen mark (14 procent). Avrinningsområdet har 0,12 kvadratkilometer vattenytor vilket ger det en sjöprocent på 3,9 procent. Bebyggelsen i området täcker en yta av 0,28 kvadratkilometer eller 9 procent av avrinningsområdet.